# Géza II da Hungria
Géza II da Hungria uma vez que provinha da Casa de Arpades, por vezes também é denominado Géza II Arpades da Hungria (Tolna, 1130 — 31 de maio de 1162) foi rei da Hungria, rei da Croácia, rei da Dalmácia e rei de Rama de 1141 até a sua morte.
Subiu ao trono ainda uma criança e durante a sua menoridade, o reino foi regido pela sua mãe (Helena da Sérvia) e tio Belos Vukanović. Como governante, ele foi um dos mais poderosos monarcas da Hungria, e interveio com sucesso nos assuntos internos de países vizinhos.
Embora as relações alemão - húngaro tenham permanecido tensas, nenhum confronto importante ocorreu quando os cruzados alemães marcharam pela Hungria em junho de 1147. Dois meses depois, Luís VII da França e seus cruzados chegaram, junto com Boris Kalamanos, que tentou tirar vantagem da cruzada para voltar para a Hungria. Luís VII recusou extraditar Boris para Géza, mas impediu o pretendente de entrar em contato com seus partidários na Hungria e o levou para Constantinopla. Géza juntou-se à coalizão que Luís VII e Rogério II da Sicília formaram contra Conrado III da Alemanha e o imperador bizantino Manuel I Comneno. Os ancestrais dos saxões da Transilvânia chegaram à Hungria durante o reinado de Géza. Cavaleiros da Europa Ocidental e guerreiros muçulmanos das estepes Pônticas também se estabeleceram na Hungria neste período. Géza até permitiu que seus soldados muçulmanos tomassem concubinas.
Géza interveio pelo menos seis vezes nas lutas por Kiev em nome de Iziaslav II de Kiev, seja enviando reforços ou liderando pessoalmente suas tropas para a Rus 'de Kiev entre 1148 e 1155. Ele também travou guerras contra o Império Bizantino em nome de seu aliados, incluindo seus primos, governantes do Grande Principado da Sérvia, mas não puderam evitar que os bizantinos restaurassem sua suserania sobre eles. Os conflitos surgiram entre Géza e seus irmãos, Estêvão e Ladislau, que fugiram da Hungria e se estabeleceram na corte do imperador Manuel em Constantinopla. Géza apoiou Frederico I, Sacro Imperador Romano, contra a Liga Lombard com tropas auxiliares entre 1158 e 1160. Depois que os cardeais que apoiaram o Imperador Frederico I elegeram o papa Victor IV, Géza reconheceu sua legitimidade em 1160, mas em um ano, ele mudou de lado e concluiu uma concordata com o oponente de Victor IV, o Papa Alexandre III. Antes de sua morte, Géza organizou um ducado separado para seu filho mais novo, Béla.

## História

### Primeiros anos
Géza nasceu como filho mais velho de Béla, a Cega, prima do rei Estêvão II da Hungria e de Helena da Sérvia em 1130. O pai de Géza ficou cego, junto com seu pai rebelde, Álmos, na década de 1110 por ordem do pai de Estêvão II, Coloman, Rei da Hungria, que queria garantir a sucessão de Estêvão. Quando Géza nasceu, seus pais viviam em uma propriedade que o rei Stephen lhes havia concedido em Tolna. O pai de Géza sucedeu ao rei Estêvão na primavera de 1131 No mesmo ano, a rainha Helena levou Géza e seu irmão mais novo, Ladislau, para uma assembléia realizada em Arad, onde ela ordenou o massacre de sessenta e oito nobres "por cujo conselho o rei foi cegado", de acordo com o Illuminated Chronicle.

### Reinado

#### Rei menor (1141–1146)
O rei Béla morreu em 13 de fevereiro de 1141 e Géza o sucedeu sem oposição. Géza, de onze anos, foi coroado rei em 16 de fevereiro. Durante sua regência, sua mãe e seu irmão, Beloš, governaram o reino nos primeiros anos de seu reinado.
Uma das primeiras cartas de Géza, emitida em 1141, confirmou os privilégios dos cidadãos de Split, na Dalmácia. Na carta, Géza é intitulado como "Pela Graça de Deus, Rei da Hungria, Dalmácia, Croácia e Rama". De acordo com o historiador Paul Stephenson, as cidades do centro da Dalmácia - incluindo Šibenik e Trogir - aceitaram a suserania de Géza após uma invasão húngara por volta de 1142. As tropas húngaras ajudaram o príncipe Volodimerko de Halych - que havia sido o aliado do pai de Géza contra o pretendente Boris - quando o Grande Príncipe Vsevolod II de Kiev invadiu Halych em 1144. Embora os auxiliares húngaros "não tivessem qualquer utilidade", de acordo com o Codex Hypatian, o grão-príncipe não poderia ocupar o principado de Volodimerko.
Boris era filho de Eufemia de Kiev, a segunda esposa do rei Coloman da Hungria, a quem o rei expulsou sob a acusação de adultério antes do nascimento de Boris. Segundo o cronista bispo Otto de Freising, Boris abordou Conrado III da Alemanha para pedir sua ajuda contra Géza no final de 1145. Por recomendação de Vladislav II da Boêmia, o monarca alemão autorizou Boris a reunir um exército de mercenários na Baviera e na Áustria. Boris invadiu a Hungria e tomou a fortaleza de Pressburg (atual Bratislava na Eslováquia). As forças reais logo impuseram um bloqueio à fortaleza e convenceram os mercenários de Boris a se renderem sem resistência em troca de compensação.
Os húngaros culparam Conrado III pelo ataque de Boris e decidiram invadir o Sacro Império Romano. Antes de cruzar o rio Lajta (agora Leitha na Áustria), que marcava a fronteira oeste da Hungria, Géza, de dezesseis anos, foi cingido com uma espada em sinal de sua maioridade. Na Batalha de Fischa em 11 de setembro, o exército húngaro sob o comando de Géza e Beloš derrotou as tropas alemãs lideradas por Henry Jasomirgott, Margrave da Áustria.

#### Marcha dos cruzados na Hungria (1146–1147)
Géza casou-se com Euphrosyne, irmã do Grande Príncipe Iziaslav II de Kiev, na segunda metade de 1146. As relações alemão-húngaras permaneceram tensas enquanto Boris tentava tirar vantagem da decisão de Conrado III de liderar uma cruzada para a Terra Santa através da Hungria. No entanto Géza, que sabia que "ele poderia conquistar mais facilmente pelo ouro do que pela força, despejou muito dinheiro entre os alemães e assim escapou de um ataque deles", de acordo com o cronista Eudo de Deuil. Os cruzados alemães marcharam pela Hungria sem grandes incidentes em junho de 1147.
The Illuminated Chronicle relata que alguns nobres húngaros prometeram a Boris "se ele pudesse entrar no reino, muitos o tomariam por seu senhor e, abandonando o rei, se apegariam a ele". Boris convenceu dois franceses nobres para ajudar escondendo-o entre os cruzados franceses que seguiram os alemães em direção à Terra Santa. O rei Luís VII da França e seus cruzados chegaram à Hungria em agosto. Géza fica sabendo que seu oponente estava com os franceses e exigiu sua extradição. Embora Luís VII tenha rejeitado essa demanda, ele manteve Boris sob custódia e "o tirou da Hungria", de acordo com Odo de Deuil. Tendo deixado a Hungria, Boris se estabeleceu no Império Bizantino.

#### Política externa ativa (1147-1155)
Disputas entre potências europeias levaram à formação de duas coalizões no final da década de 1140. Uma aliança foi formada pelo imperador bizantino Manuel I Comneno e Conrado III contra Rogério II da Sicília, que invadiu os territórios bizantinos. Géza ficou ao lado de Roger II e seus aliados, incluindo o rebelde príncipe alemão, Welf VI e Uroš II da Sérvia. Géza enviou reforços a seu cunhado, Grande Príncipe Iziaslav II, contra o Príncipe Vladimir de Chernigov na primavera de 1148. O Grande Principado da Sérvia se rebelou em 1149, forçando o imperador Manuel I a interromper seus preparativos para uma invasão do sul da Itália e invadir a Sérvia em 1149. De acordo com o panegirista do imperador Theodore Prodromus, as forças húngaras apoiaram os sérvios durante a campanha do imperador. O Codex Hypatian diz que Géza se referiu à sua guerra contra o imperador Manuel ao se desculpar por se recusar a enviar reforços a Iziaslav II, a quem Yuri Dolgorukiy, Príncipe de Suzdal, expulsou de Kiev em agosto de 1149. Os auxiliares húngaros apoiaram Iziaslav II para reocupar Kiev no início da primavera de 1150, mas logo Yuri Dolgorukiy expulsou Iziaslav da cidade. No outono, Géza liderou seu exército contra Volodimirko de Halych, que era o aliado próximo de Yuri Dolgorukiy. Ele capturou Sanok, mas Volodimirko subornou os comandantes húngaros, que persuadiram Géza a deixar Halych antes de novembro.
Uma "incontável força aliada da cavalaria húngara, bem como do heterodoxo Chalisoi", havia apoiado os sérvios no mesmo ano, de acordo com o contemporâneo John Kinnamos, mas o exército bizantino derrotou suas tropas unidas no rio Tara em setembro. A vitória bizantina forçou Uroš II da Sérvia a reconhecer a suserania do imperador. O imperador Manuel lançou uma campanha de retaliação contra a Hungria e devastou as terras entre os rios Sava e Danúbio. Auxiliado por tropas bizantinas, o pretendente Boris também invadiu a Hungria e devastou o vale do rio Temes. Géza, que acabara de voltar de Halych, não queria "envolver as forças húngaras restantes na destruição" e pediu a paz. O tratado de paz foi assinado no final de 1150 ou início de 1151.
Géza conheceu Henry Jasomirgott que contribuiu para a normalização de suas relações tensas em 1151. Ele enviou reforços para Iziaslav II, que novamente reocupou Kiev antes de abril de 1151. Três meses depois, Volodymyr de Halych derrotou um exército húngaro que marchava em direção a Kiev. Frederico Barbarossa, o recém-eleito Rei da Alemanha, exigiu o consentimento dos príncipes alemães para travar guerra contra a Hungria na Dieta Imperial de junho de 1152, mas os príncipes o recusaram "por certas razões obscuras", de acordo com Otto de Freising. Géza invadiu Halych no verão de 1152. Os exércitos unidos de Géza e Iziaslav derrotaram as tropas de Volodimirko no rio San, forçando Volodimirko a assinar um tratado de paz com Iziaslav. O Papa Eugênio III enviou seus enviados à Hungria para fortalecer a "fé e disciplina" da Igreja húngara. Géza proibiu os enviados papais de entrar na Hungria, o que mostra que sua relação com a Santa Sé havia se deteriorado.
Géza planejou invadir Paristrion - a província bizantina ao longo do Baixo Danúbio - na primavera de 1153. De acordo com John Kinnamos, Géza buscou vingança pela invasão de Manuel em 1150; por outro lado, Michael de Tessalônica escreveu que Géza impediu o imperador Manuel de invadir o sul da Itália. No entanto, o imperador, que havia sido informado do plano de Géza, marchou até o Danúbio. Géza enviou seus enviados ao imperador e um novo tratado de paz foi assinado na Sardenha (agora Sofia na Bulgária). De acordo com o tratado de paz, os bizantinos libertaram seus prisioneiros de guerra húngaros, de acordo com Abū Hāmid al-Gharnātī, um viajante muçulmano de Granada que viveu na Hungria entre 1150 e 1153.
Abu Hamid afirmou que todos os países temiam o ataque de Géza, "por causa dos muitos exércitos que ele tem à sua disposição e sua grande coragem". O viajante muçulmano observou que Géza empregava soldados muçulmanos que haviam sido recrutados entre os povos das estepes da Eurásia. Abū Hāmid até mesmo exortou os soldados a fazerem "todos os esforços para entrar no jihad" com Géza "pois assim Deus [iria] atribuir o mérito da Guerra Santa a [deles]". Géza permitiu que seus súditos muçulmanos tomassem concubinas, o que agitou o clero húngaro. Ele também convidou cavaleiros da Europa Ocidental (principalmente alemães) para se estabelecerem na Hungria. Por exemplo, ele fez uma doação de terras a dois cavaleiros, chamados Gottfried e Albert, que "abandonaram sua terra natal" a seu convite na década de 1150. Alguns anos antes, um certo Hezelo de Merkstein vendeu seu patrimônio na região de Aachen antes de partir para a Hungria, de onde nunca mais voltou para sua terra natal. De acordo com o Diploma Andreanum de 1224, que definia os privilégios dos saxões da Transilvânia, seus ancestrais foram convidados por Géza para se estabelecerem no sul da Transilvânia.
O papa Anastácio IV declarou ilegal o governo de Géza na Dalmácia em outubro de 1154. O primo do imperador Manuel, Andronikos Comnenos, que administrava Belgrado, Braničevo e Niš enviou uma carta a Géza em 1154, oferecendo a entrega dessas cidades a Géza em troca do apoio de Géza contra o imperador. Géza enviou seus enviados à Sicília para assinar uma nova aliança com Guilherme I da Sicília por volta do final do ano, mas Guilherme I estava lutando com seus súditos rebeldes. Embora a trama de Andronius Komnenus tenha sido descoberta e ele capturado, Géza invadiu o Império Bizantino e sitiou Braničevo no final de 1154. Depois de uma audiência sobre a prisão de Andrônico Comneno, Géza abandonou o cerco e voltou para a Hungria. Um general bizantino, Basil Tzintziluces, lançou um ataque ao exército húngaro, mas Géza aniquilou as forças bizantinas antes de retornar à Hungria. No início de 1155, os enviados bizantino e húngaro assinaram um novo tratado de paz. No mesmo ano, um exército bizantino expulsou o aliado de Géza, Desa, da Sérvia e restaurou Uroš II, que havia prometido que não faria uma aliança com a Hungria.

#### Últimos anos (1155–1162)
Frederico Barbarossa, que havia sido coroado Sacro Imperador Romano, recebeu os enviados de Manuel I em Nuremberg em julho de 1156. Os enviados bizantinos propuseram uma invasão conjunta da Hungria, mas Barbarossa recusou a oferta. Em 16 de setembro, Barbarossa estipulou que os duques da Áustria apoiariam os imperadores do Sacro Império Romano durante uma guerra contra a Hungria em seu foral pelo qual ele elevou a Áustria a um ducado, mostrando que a relação entre a Hungria e o Sacro Império Romano era ainda tensa. O conselheiro próximo de Barbarossa, Daniel, bispo de Praga, visitou a Hungria no verão de 1157. Nesta ocasião, Géza prometeu que apoiaria Barbarossa com tropas auxiliares se o imperador invadisse a Itália.
O irmão mais novo de Géza, Stephen, começou a conspirar com seu tio, Beloš, e outros senhores contra Géza, de acordo com o quase contemporâneo Rahewin. Para evitar uma guerra civil, Géza primeiro ordenou a perseguição aos partidários de Estêvão, depois fez com que seu irmão rebelde fosse expulso do reino e até mesmo condenado à morte. Niketas Choniates também registrou que Estêvão foi "forçado a fugir das garras assassinas" de Geza. O tio de Géza, Beloš, não foi mencionado nas cartas reais emitidas depois de março de 1157, o que sugere que ele deixou a Hungria após essa data. Durante o verão daquele ano, Estêvão fugiu para o Sacro Império Romano, buscando a proteção do Imperador Frederico contra Geza. A pedido do imperador, Géza aceitou Frederico Barbarossa como árbitro em seu conflito com Estêvão e enviou seus enviados a Regensburg em janeiro de 1158. No entanto, Barbarossa "decidiu adiar para um momento mais adequado o acordo" da disputa entre Géza e Estêvão e partiu para sua campanha contra a Liga Lombard. De acordo com sua promessa anterior, Géza enviou uma tropa de 5 a 600 arqueiros para acompanhar o imperador à Itália. Em pouco tempo, o irmão de Géza, Estêvão, partiu para o Império Bizantino e se estabeleceu em Constantinopla, onde se casou com a sobrinha do imperador Manuel, Maria Comnene. Em dois anos, ele foi acompanhado por seu irmão, Ladislau, que fugiu da Hungria por volta de 1160.
Frederico Barbarossa forçou as cidades italianas a se renderem em setembro de 1158. No entanto, Milão e Crema novamente se rebelaram abertamente contra o governo do imperador depois que a Dieta de Roncaglia ordenou a restauração dos direitos imperiais, incluindo os direitos do imperador de arrecadar impostos nas cidades do norte da Itália. Géza enviou seus enviados ao acampamento de Barbarossa e prometeu enviar mais reforços contra as cidades rebeldes.
A morte do Papa Adriano IV em 1 de setembro de 1159 causou um cisma, porque o colégio dos cardeais estava dividido: a maioria dos cardeais se opôs à política de Barbarossa, mas uma minoria o apoiou. O primeiro grupo elegeu o papa Alexandre III, mas os partidários de Barbarossa escolheram Victor IV. O imperador Frederico convocou um sínodo para Pavia para pôr fim ao cisma. Géza enviou seus enviados ao conselho da igreja, onde Victor IV foi declarado o papa legítimo em fevereiro de 1160. No entanto, Lucas, arcebispo de Esztergom, permaneceu leal a Alexandre III e persuadiu Géza a iniciar negociações com os representantes de Alexandre III. Géza só decidiu mudar de lado depois que a maioria dos monarcas europeus, incluindo os reis da Sicília, Inglaterra e França, juntou-se a Alexandre III. Os enviados de Géza anunciaram sua decisão a Alexandre III no início de 1161, mas Géza só informou ao imperador de seu reconhecimento de Alexandre III no outono do mesmo ano.
Os enviados de Géza e Alexandre III assinaram uma concordata no verão de 1161. De acordo com esse tratado, Géza prometeu que não iria depor ou transferir prelados sem o consentimento da Santa Sé; por outro lado, o papa reconheceu que nenhum legado papal poderia ser enviado à Hungria sem a permissão do rei e os prelados húngaros só foram autorizados a apelar para a Santa Sé com o consentimento do rei. Ele também assinou uma trégua de cinco anos com o Império Bizantino. Pouco antes de sua morte, Géza concedeu Dalmácia, Croácia e outros territórios a seu filho mais novo, Béla, como um ducado appanage. Géza morreu em 31 de maio de 1162 e foi sepultado em Székesfehérvár.

## Relações familiares
Foi filho de Bela II da Hungria (1110 — 13 de Fevereiro de 1141), rei da Hungria, e de Helena da Sérvia (c. 1109 - 1146), filha de Uresis I da Sérvia (1080 - 1146) conde da Sérvia, e de Ana Diogenissa.
Casou em 1146 com Eufrosina de Kiev (1130 - c. 1186), filha de Mistislau I de Quieve, grão-príncipe de Quieve e de Sawiditsch, de quem teve:
1. Isabel da Hungria (c. 1149 - depois de 1189), casada com o duque Frederico da Boémia.
2. Bela III da Hungria, rei da Hungria (1148 — 24 de Abril de 1196) casado por quatro vezes, a primeira com Maria Comnena, a segunda com Inês de Châtillon, a terceira com Teodora Comnena, e a quarta com Margarida de França, princesa de França, filha de Luís VII de França.
3. Estêvão III da Hungria (1147 - 4 de março de 1172), rei da Hungria.
4. Géza, (c. 1151-1210), foi duque.
5. Arpades da Hungria, morreu jovem.
6. Odola da Hungria (1156 - 1199), esposa de Svatopluk da Boémia, duque da Boémia.
7. Helena da Hungria (c. 1158 - 1199), esposa do duque Leopoldo V da Áustria.
8. Margarida da Hungria (1162 -?), registado a título póstumo, primeiro foi esposa de Isaac Macroducas posteriormente de Andrés de Somogy, ispano de Somogy.

## Árvore genealógica da Casa de Arpades
|-